# Багни
Багни́ — село в Україні, у Глобинській міській громаді Кременчуцького району Полтавської області. Населення становить 16 осіб. До 2020 орган місцевого самоврядування — Обознівська сільська рада. Також до цієї сільради входили с. Обознівка, с. Гуляйполе, с. Зарічне та с. Новий Виселок.

## Географія
Село розташоване за 1,5 км від лівого берега річки Сухий Омельник, вище за течією за 1,5 км розташоване село Гуляйполе.

## Історія
До 1923 року село належало до Омельницької волості Кременчуцького повіту.
У Національній книзі пам'яті жертв Голодомору 1932—1933 років в Україні вказано, що 94 жителі Обознівської сільської ради та 105 жителів Обознівки загинули від голоду.
12 червня 2020 року, відповідно до розпорядження Кабінету Міністрів України № 721-р «Про визначення адміністративних центрів та затвердження територій територіальних громад Полтавської області», село увійшло до складу Глобинської міської громади.
19 липня 2020 року, в результаті адміністративно — територіальної реформи та ліквідації Глобинського району, село увійшло до складу новоутвореного Кременчуцького району.

## Населення
Кількість населення у селі змінювалась наступним чином:
| 2001 | 2011 |
| ---- | ---- |
| 26   | 16   |
|      | ▼    |

Згідно з переписом УРСР 1989 року чисельність наявного населення села становила 15 осіб, з яких 7 чоловіків та 8 жінок.
За переписом населення України 2001 року в селі мешкало 26 осіб.

### Мова
Розподіл населення за рідною мовою за даними перепису 2001 року:
| Мова       | Кількість | Відсоток |
| ---------- | --------- | -------- |
| українська | 24        | 92.31%   |
| російська  | 2         | 7.69%    |
| Усього     | 26        | 100%     |